# Smeđi vunasti majmun
Smeđi vunasti majmun (lat. Lagothrix lagotricha) je vrsta majmuna iz roda vunastih majmuna koji je rasprostranjen u Kolumbiji, Ekvadoru, Peruu i Brazilu. Staništa su mu tropske prašume na nadmorskoj visini do 1400 metara.

## Opis
Smeđi vunasti majmun doseže visinu 50-70 centimetara, a težak je 7-9 kilograma. Ima gust i mišićav prehenzilni rep koji mu pruža potporu pri penjanju, jer živi na visokim drvećima čija visina doseže i do 35 metara. Dlaka mu je gusta i vunasta, te je tamnosmeđe boje. Na tamnom licu nema dlaka, glava mu je okrugla, a uši malene. Obrve su dosta guste i izražene. Spolni dimorfizam je izražen time što su mužjaci teži, te imaju bolje razvijene očnjake.

## Način života
Najčešće vrijeme provodi na drvetu, a kada je na tlu, kreće se na dvije noge. Dosta puno jede i ima poprilično raznoliku ishranu. Hrani se listovima, plodovima, sjemenkama, papratima, cvjetovima, nektarom, a ponekad i crvima. Inače živi u skupini sastavljenoj od 20 do 60 jedinki, ali prilikom potrage za hranom ta skupina se podijeli na manje koje idu na različita stabla u potragu.

## Životni ciklus
Sezona parenja može biti u bilo koje doba godine, iako preferira suha razdoblja. Najčešće se događa jednom u dvije godine. Zanimljiva je činjenica da je ženka ona koja traži partnera. Trudnoća traje otprilike 225 dana, te se najčešće rodi jedan mladunac kod kojeg je dlaka svjetlija nego u odraslih. Potom ga majka lizanjem čisti te odgriza pupčanu vrpcu.
Prvih mjesec dana provodi na majčinu trbuhu. Nakon toga oko godinu dana provodi u blizini majke. Mužjaci postaju spolno zreli sa 6, a ženke s 11 godina. Prosječan životni vijek ove vrste je 25 godina.